# Bradata pljuskavica
Bradata pljuskavica (bradata trava sv. Ivana; lat. Hypericum barbatum je zeljasta biljka iz porodice goračevke (kantarionovke), pripada rodu pljuskavica ili travi sv. Ivana.
Raširena je po jugoistočnoj Europi (Grčka, Bugarska, Makedonija, Albanija, Srbija, Crna Gora), jugu Italije, te u Hrvatskoj i Austriji.
Trajnica žutih cvjetova s 5 latica.

## Sinonimi:
- Hypericum barbatum subsp. calabricum (Spreng.) Peruzzi & N.G.Passal.
- Hypericum calabricum Spreng.
- Hypericum heufleri R.Keller
- Hypericum ilicianum Formánek
- Hypericum macedonicum Boiss. & Orph.
- Hypericum richeri Rochel
- Hypericum trichanthum Boiss. & Spruner

### Sestrinski projekti
|  | Zajednički poslužitelj ima još gradiva o temi Hypericum barbatum |